# Plenność roślin
Plenność roślin — zdolność roślin do wytwarzania określonego plonu, czyli użytecznych części przeznaczonych na cele spożywcze, paszowe, przemysłowe lub nawozowe. 
Plenność wyraża się w jednostkach masy (tona, kwintal, kg), uzyskiwanej w ciągu roku z jednostki powierzchni (m², ar i hektar) w formie plonu głównego lub międzyplonu.